# Santa Rita, Maranhão
Santa Rita är en ort i Brasilien.   Den ligger i kommunen Vargem Grande och delstaten Maranhão, i den nordöstra delen av landet, 1 400 km norr om huvudstaden Brasília. Santa Rita ligger 44 meter över havet och antalet invånare är 13 224.
Terrängen runt Santa Rita är platt. Det finns inga andra samhällen i närheten.
Omgivningarna runt Santa Rita är huvudsakligen savann. Runt Santa Rita är det glesbefolkat, med 17 invånare per kvadratkilometer.